# Torre BBVA Bancomer
A Torre BBVA Bancomer egy felhőkarcoló Mexikóvárosban. 2015-ös elkészültétől egy rövid ideig Mexikó legmagasabb épülete volt.

## Története
A felhőkarcolót a BBVA Bancomer bank építtette. Korábbi, hatékonytalanul működő székházait eladta, hogy kettő másikat építsenek helyette: ezek egyike lett ez az épület. A terveket 2008 májusában jelentették be, és először egy 278 méter magas toronyról szóltak, ám ez végül nem valósult meg. A területen, ahol az épület áll, korábban három másik épület volt található (egy 49, egy 67 és egy 105 méter magas), ezeket 2009-ben kezdték lebontani. A 650 millió dollárba kerülő munkák 2011-ben kezdődtek meg és 2015-ben fejeződtek be. Mivel a terület egyrészt rendkívül földrengésveszélyes, másrészt a talaj is mocsaras (még egy föld alatti folyó is húzódik itt), ezért az alapozást rendkívül erősre kellett terveznie az ezzel megbízott mérnököknek, Víctor Legorretának és Richard Rogersnek. Az épület tűzijátékkal egybekötött ünnepélyes felavatására 2016.
február 9-én került sor.

## Leírás
Az antennájával együtt 235 (anélkül 225) méter magas felhőkarcoló Mexikóváros Cuauhtémoc nevű kerületében, a Paseo de la Reforma út déli oldalán, a chapultepeci erdő keleti végében emelkedik több másik hasonlóan magas épület, például a Torre Mayor közelében. Nyugati sarkát 45 fokban „levágták”, így alaprajza a vele szemközt álló egészségügyi minisztériumi épülettel harmonikus egységet alkot, a két épület egy kis teret képez. Jellegzetessége a felületének legnagyobb részét borító, lila színű üvegekkel kirakott rombuszrács. Az épület száz, 52 méteres mélységig lenyúló betonpilléren áll, föld feletti részét hat darab óriási oszlop köré szerkesztették. Ha (például valamilyen terrortámadás következtében) az egyik oszlop megsemmisülne, a másik öt akkor is képes lenne megtartani az épület szerkezetét. A mintegy 4500 embernek munkahelyet biztosító létesítmény különböző szintjein összesen 5 kert-teraszt építettek ki, tetején helikopterleszálló található. 43 lift működik benne, és tartozik hozzá egy 2813 férőhelyes parkoló és egy 255 kerékpár számára elegendő tároló is. Energia- és víztakarékosságot segítő rendszereivel akár 25% áram- és 30–50% vízmegtakarítás érhető el.

## Képek

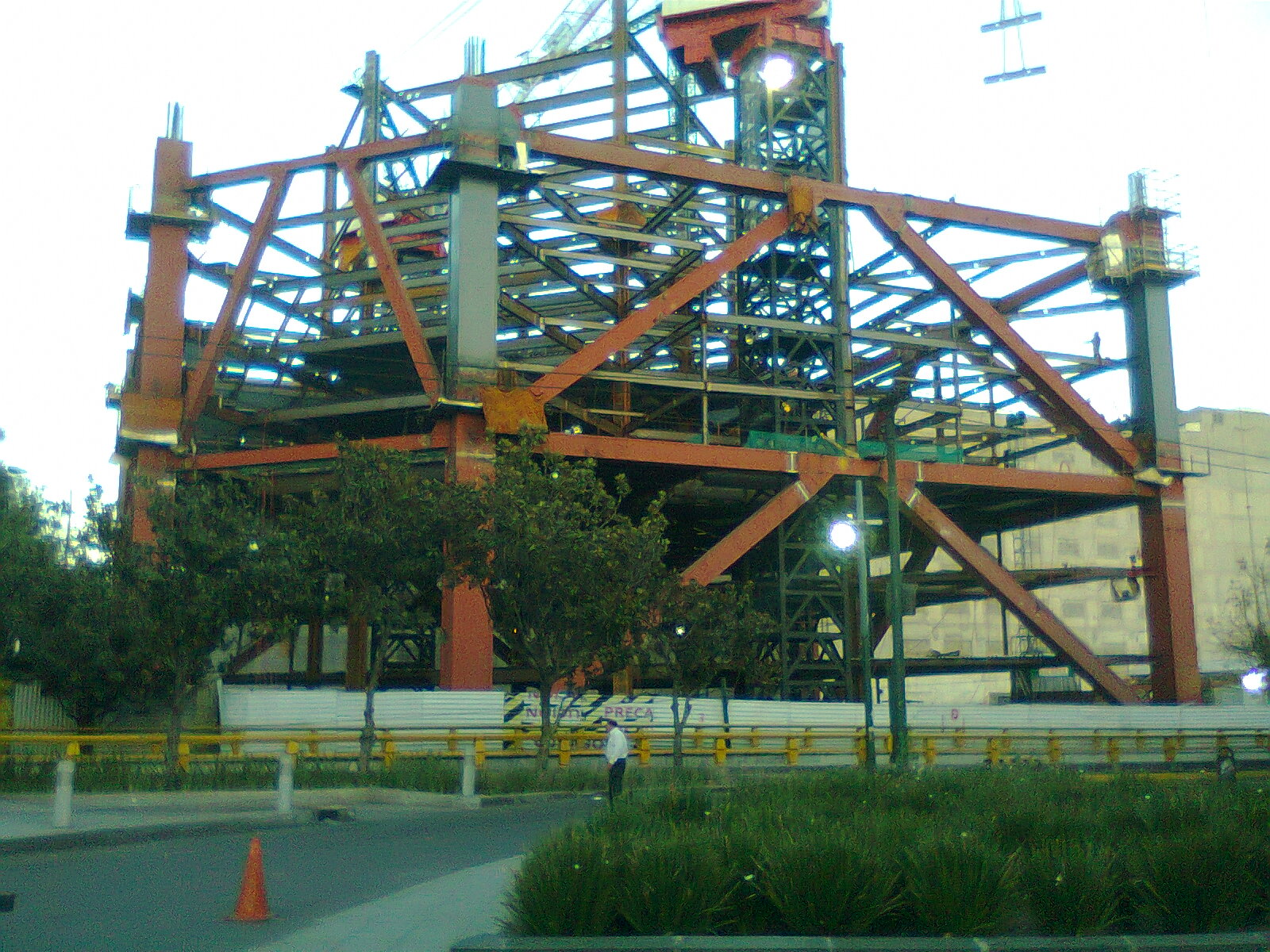
Az építkezés 2012-ben
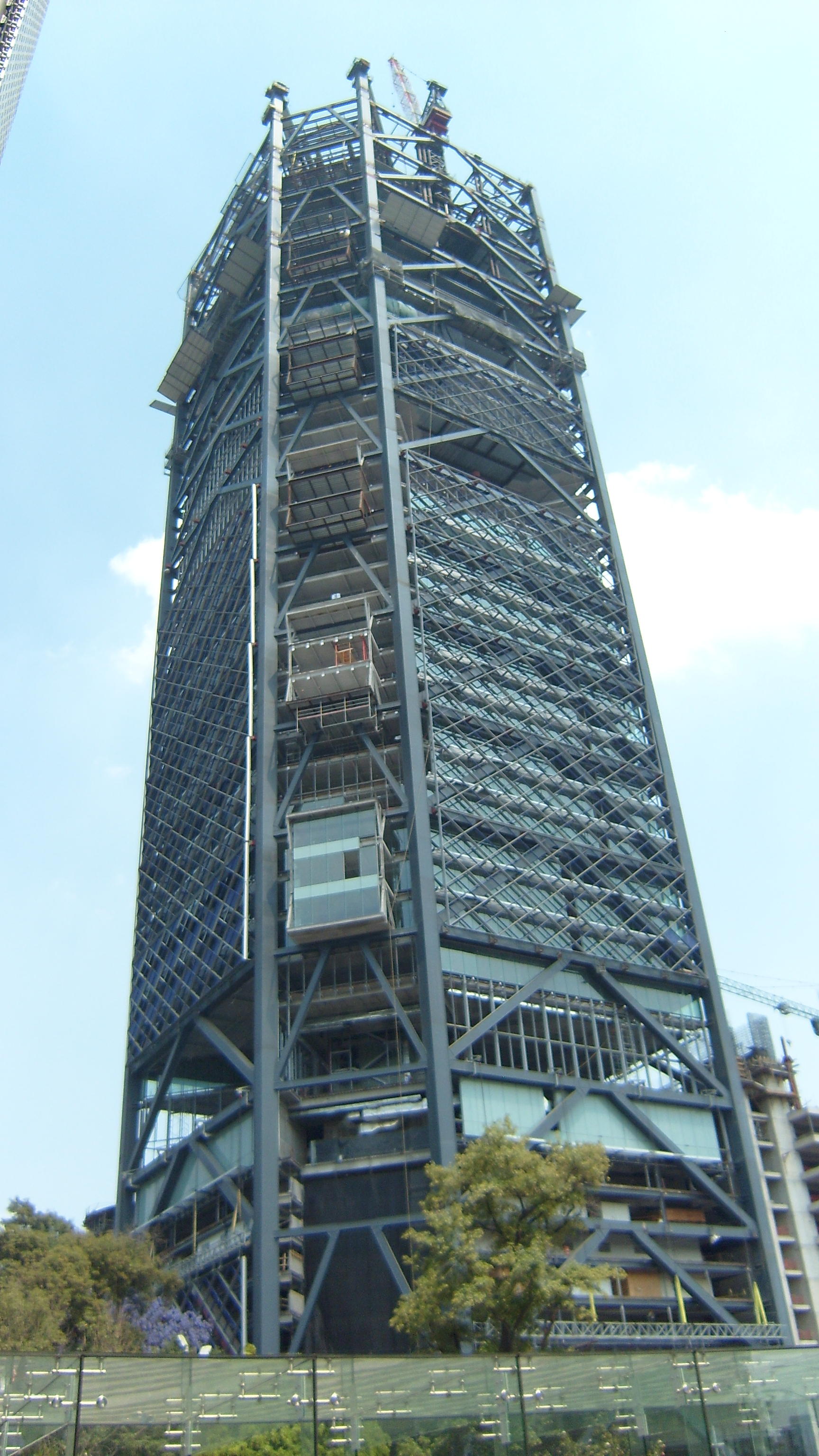
Az építkezés 2014-ben
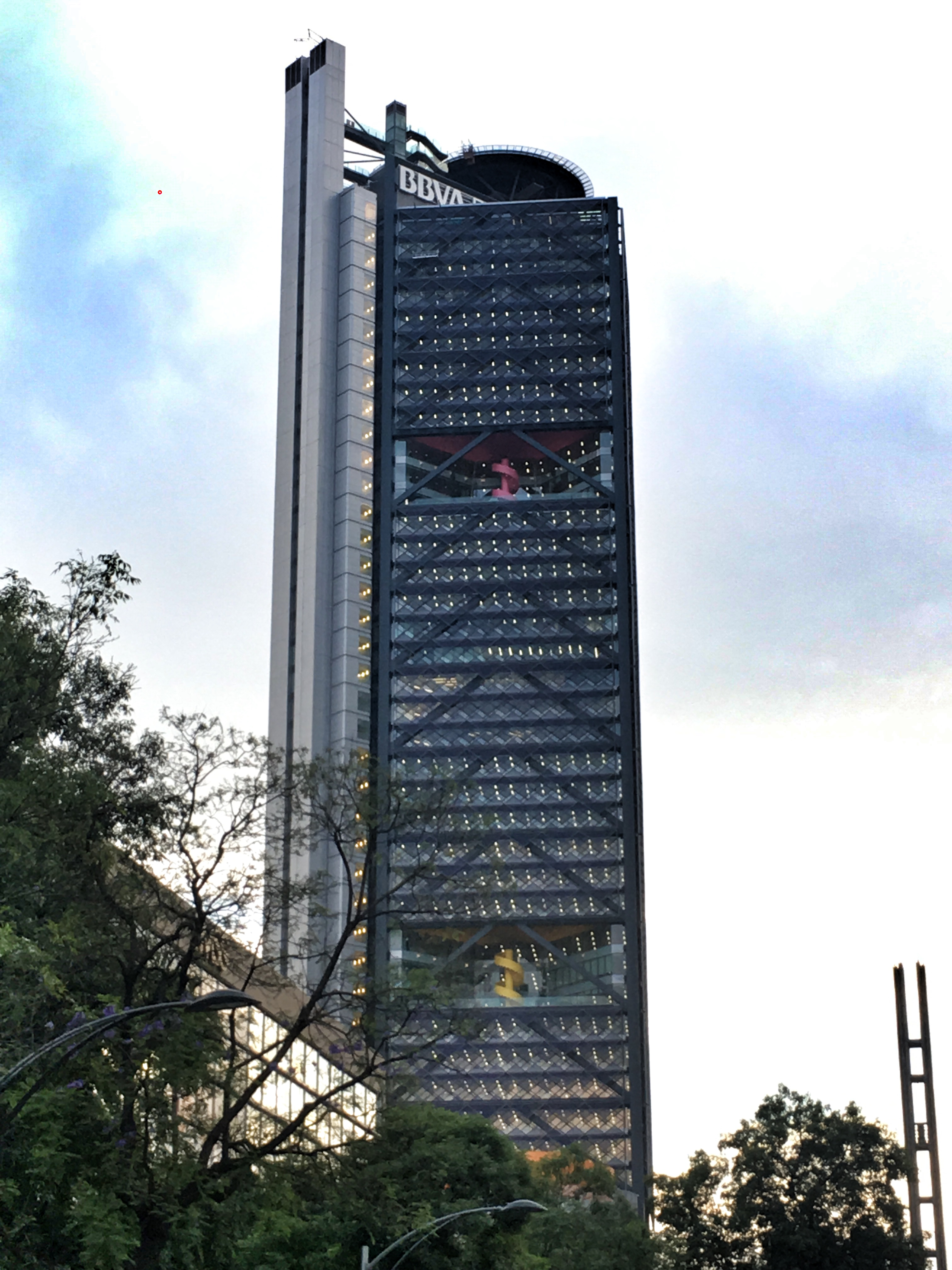
Az elkészült torony
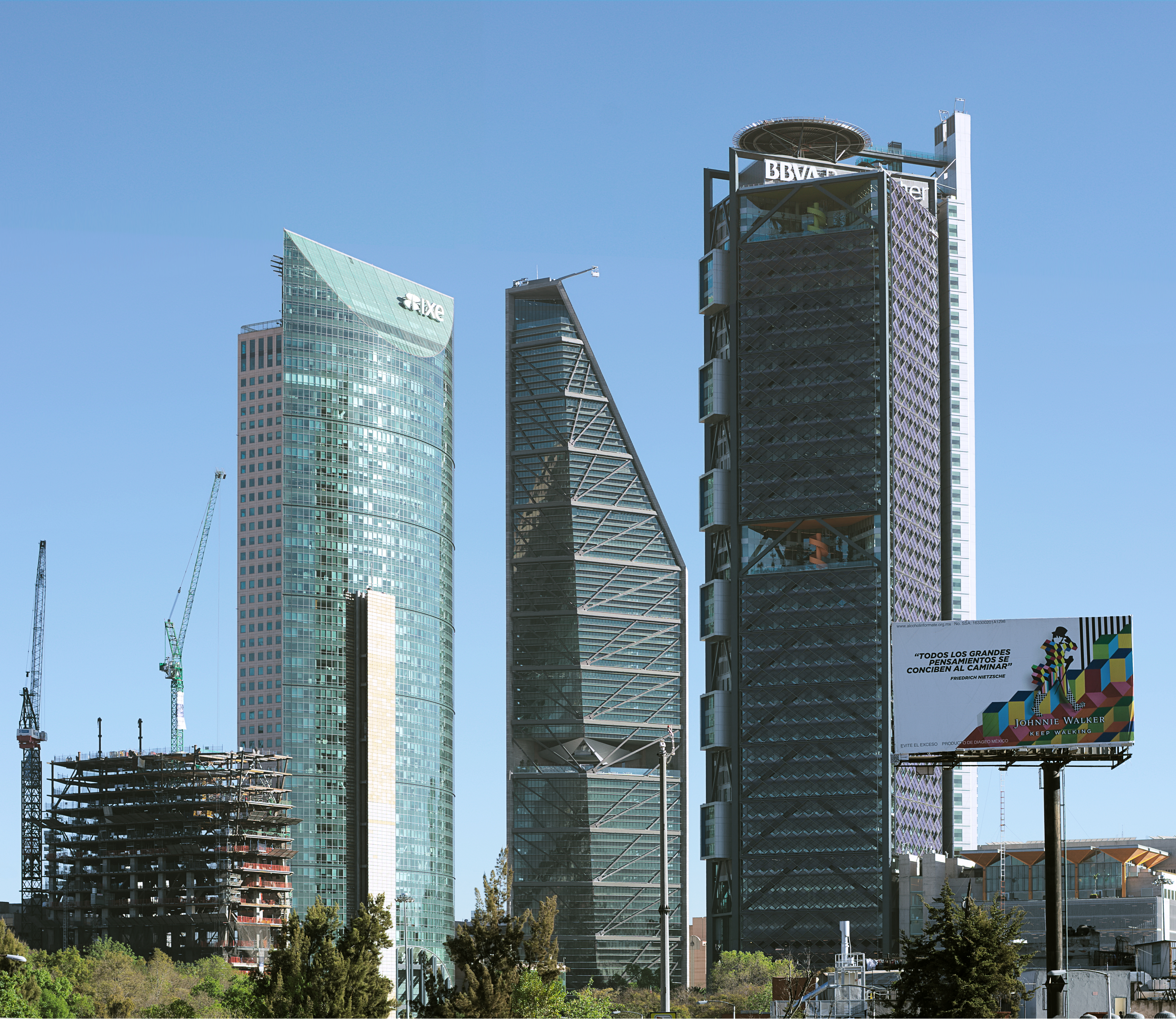
Környezete